# Летюча мазь

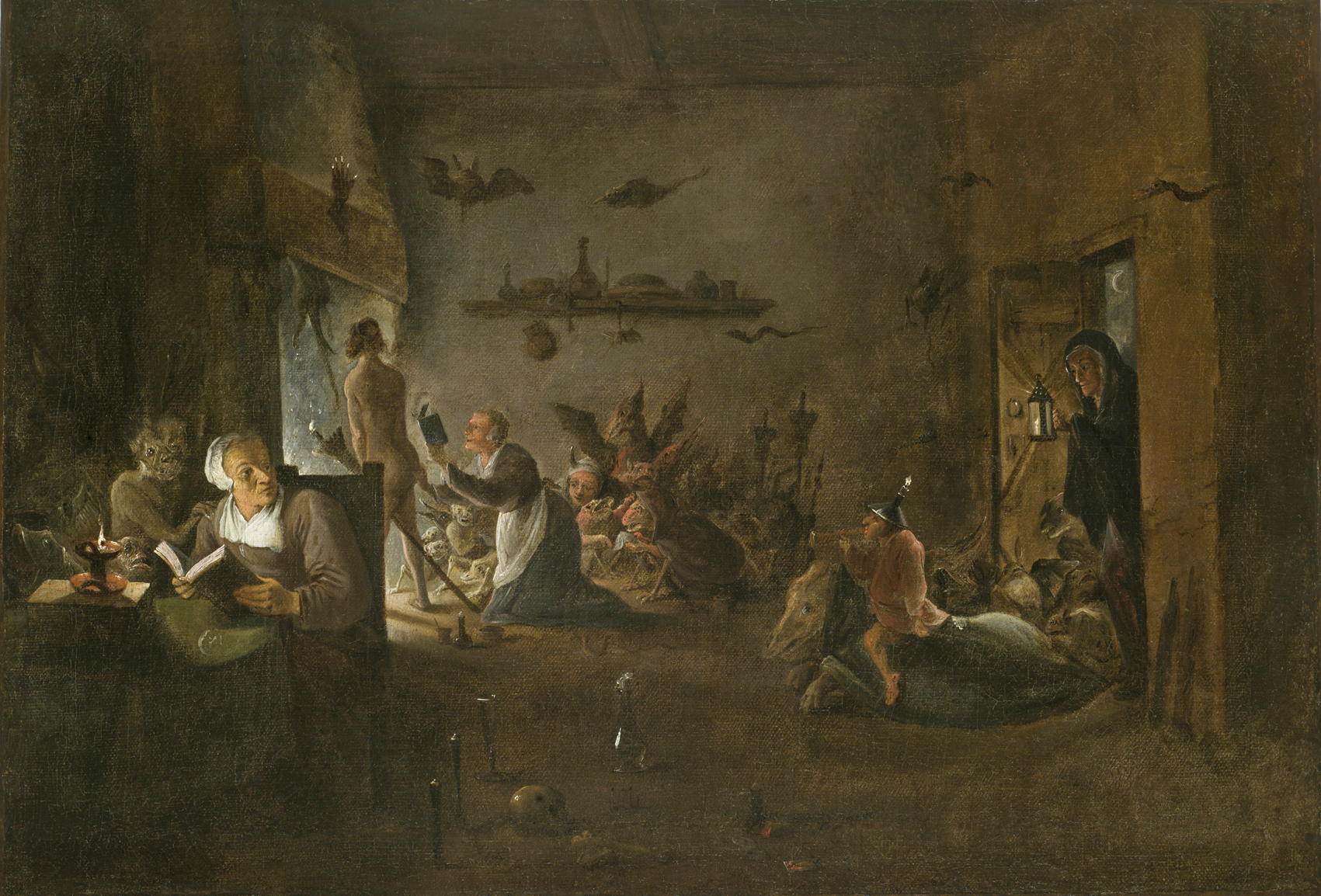
Підготовка до шабашу відьом авторства Давида Тенірса Молодшого. Ліворуч — стара відьма читає з гримуара, змащуючи сідниці молодої відьми, яка збирається летіти на шабаш, сидячи на перевернутому віннику зі свічкою на гілках

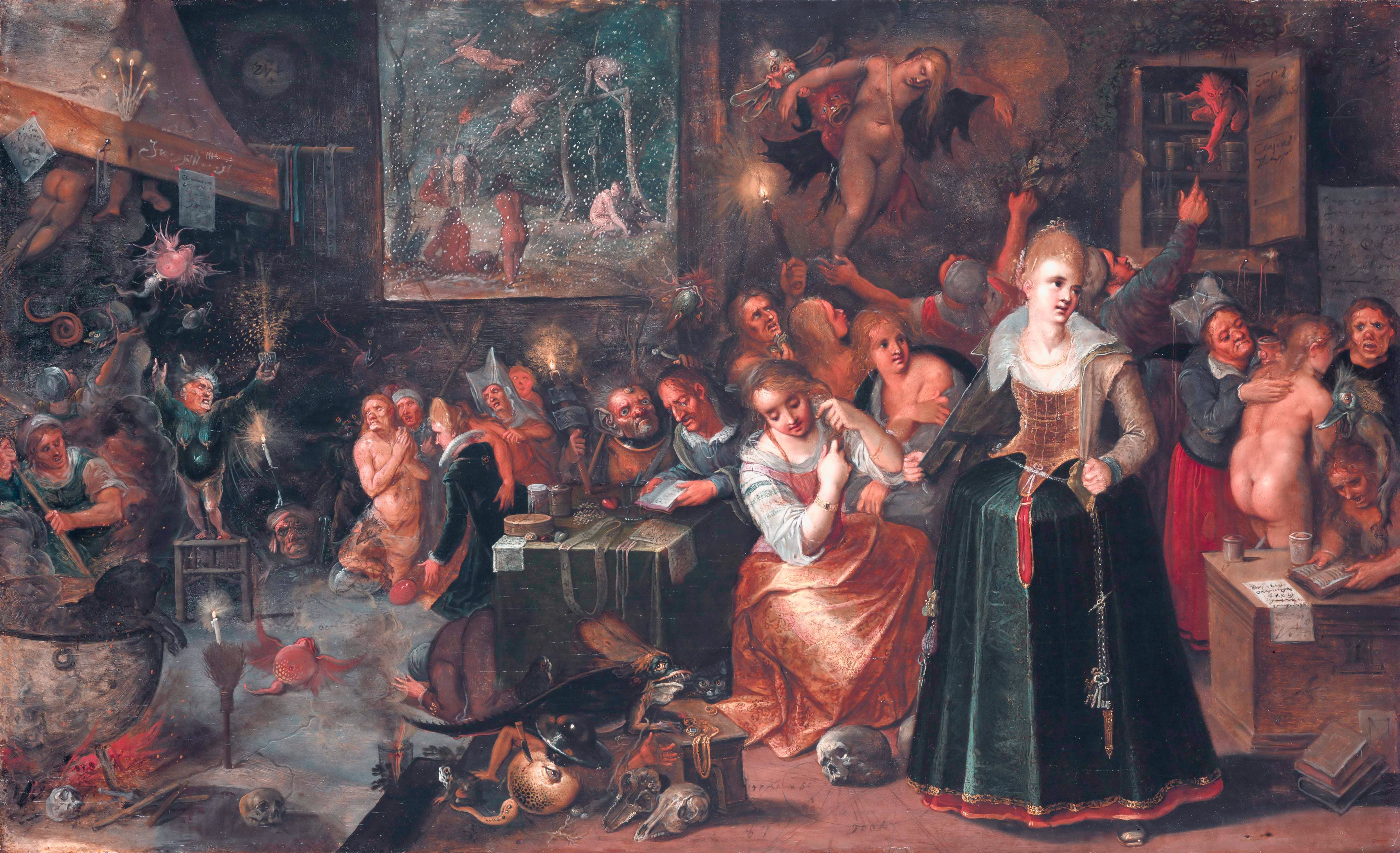
Шабаш відьом роботи Франса Франкена Молодшого. Праворуч — горщики з магічною маззю та стара відьма, що намазує спину оголеної молодої відьми

Летюча мазь — це галюциногенна мазь, що, як вважається, використовувалась відьмами в практиці європейського чаклунства щонайменше з часів раннього нового часу, коли вперше були записані детальні рецепти таких засобів, і коли її використання поширилось у колоніальній Північній Америці.

## Назва
Мазь відома під багатьма назвами: відьомська летюча мазь, зелена мазь, магічний бальзам або лікантропічна мазь. Німецькою — Hexensalbe (укр. відьомська мазь) або Flugsalbe (укр. летюча мазь). Латинською — unguentum sabbati (укр. мазь шабашу), unguentum pharelis, unguentum populi (укр. популусова мазь) або unguenta somnifera (укр. сонна мазь).

## Склад

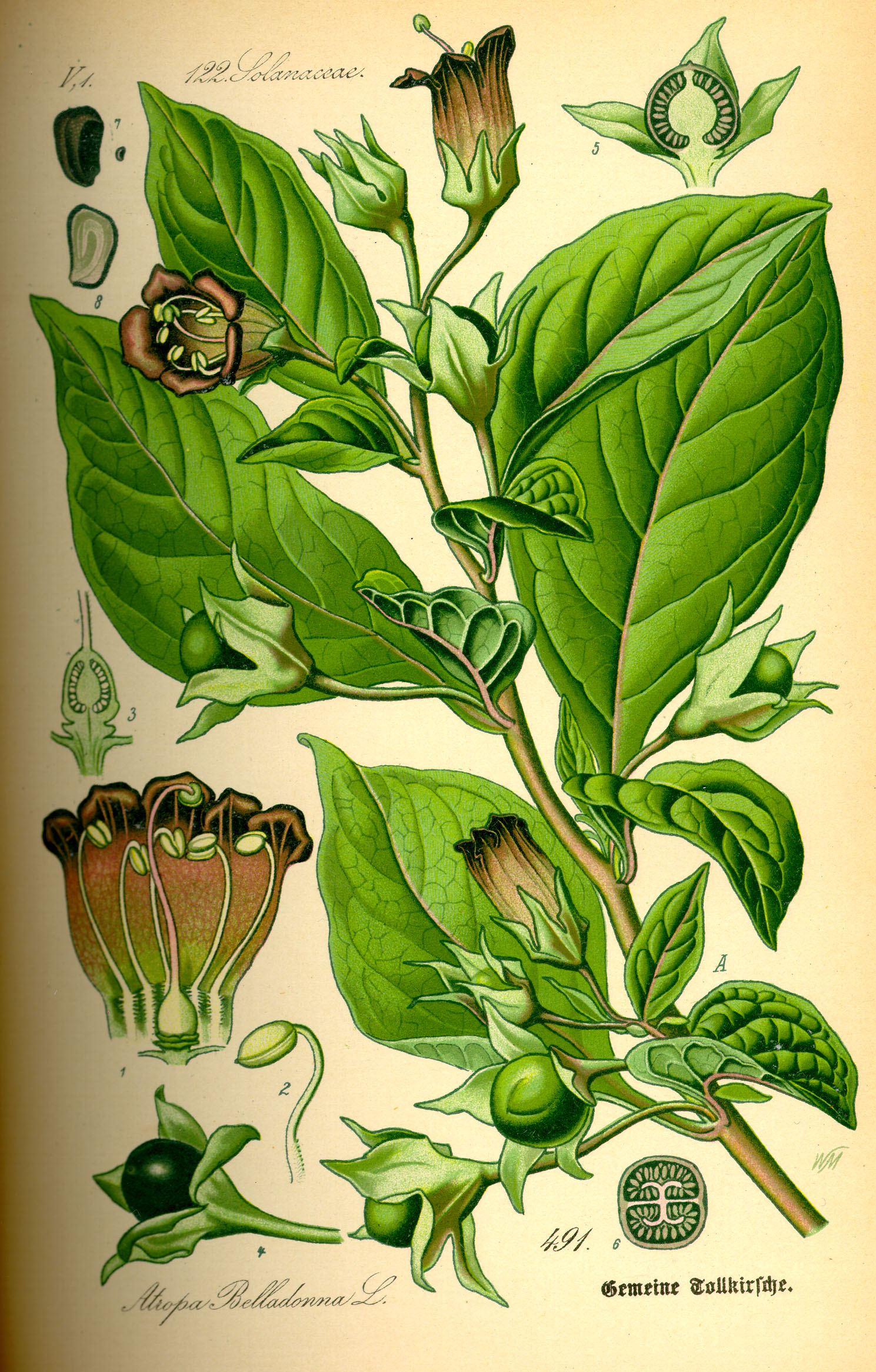
Інгредієнт: Беладона, Atropa belladonna

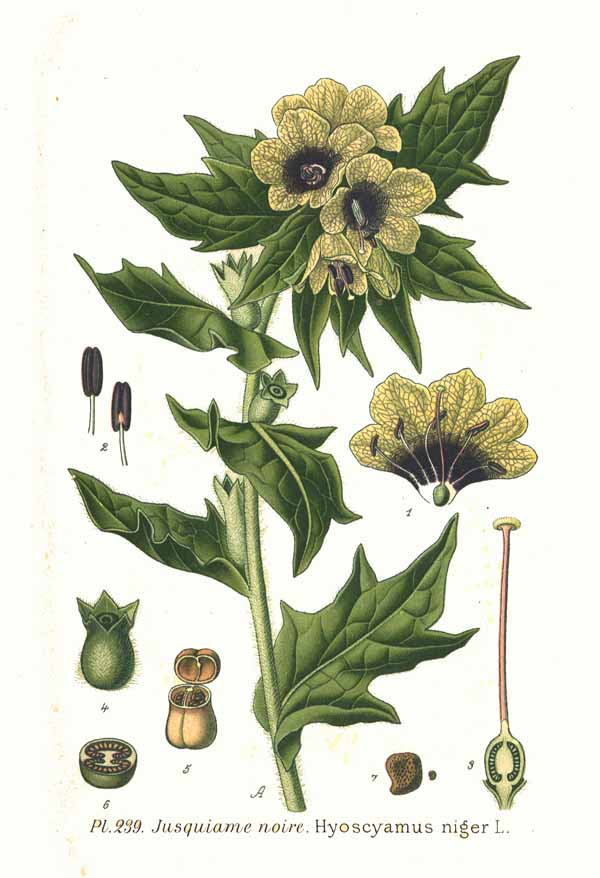
Інгредієнт: Блек хенбейн, Hyoscyamus niger

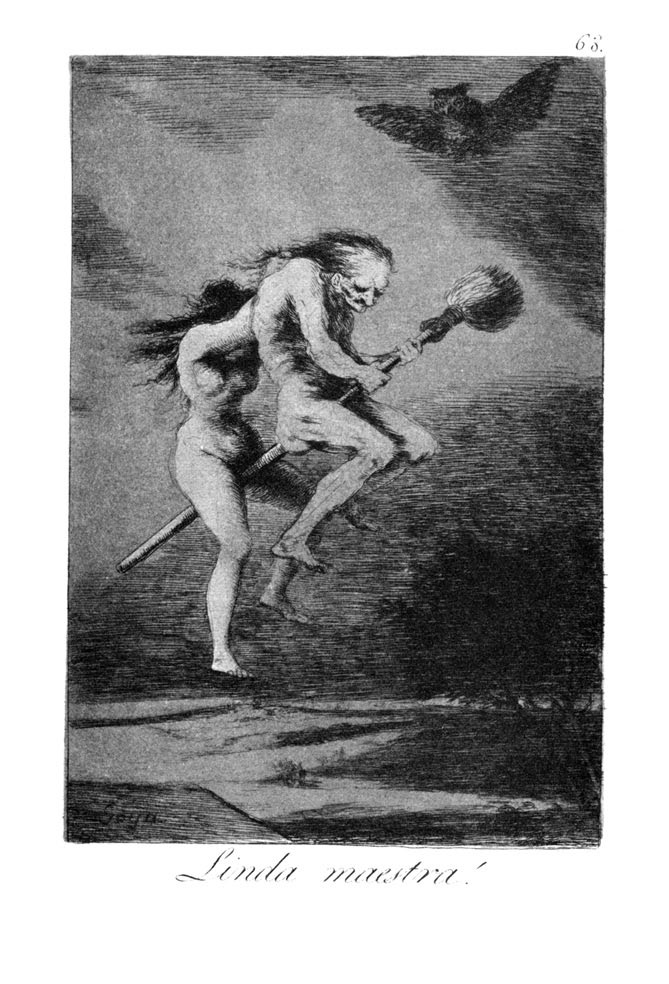
Відьми, що летять на шабаш: Капрічо №68: Linda maestra («Гарна вчителька») авторства Франсиско Гойя – з серії Los Caprichos

Отруйні інгредієнти, згадані в працях з етноботаніки, включають: беладонну, скополію карніолійську, дурман звичайний, Блекота чорна, мандрагору, болиголов плямистий, та/або аконіт (борець), більшість з яких містять атропін, гіосціамін та/або скополамін.
Скополамін може спричиняти психотропні ефекти при трансдермальному всмоктуванні. Ці тропанові алкалоїди класифікуються як деліранти з точки зору їхніх психоактивних властивостей.
Френсіс Бекон (у працях під іменем «Лорд Верулам») описував склад відьомської мазі як: «жир дітей, викопаних із могил, сік дикої селери, аконіту і Перстач, змішані з пшеничним борошном найвищого ґатунку».

### Сильна токсичність активних інгредієнтів
За винятком Potentilla reptans, рослини, що найчастіше згадуються як інгредієнти в рецептах мазей на польоти ранньомодерного періоду, є надзвичайно отруйними і спричиняли численні летальні випадки при вживанні, чи то через плутанину з їстівними видами, або внаслідок навмисного отруєння чи самогубства.
Історик, окультист і теософ Карл Кізеветтер з Майнінгена, автор книг Geschichte des Neueren Occultismus (1892) та Die Geheimwissenschaften, eine Kulturgeschichte der Esoterik (1895), був однією з таких жертв.

## Фізичний політ проти польоту духом
|  | Він мало що знає про Диявола, хто вірить, що відьми й чаклуни можуть переноситися повітрям із неймовірною швидкістю на далекі відстані й там влаштовувати бенкети, танці та подібні забави з іншими подібними істотами |

|  | середньовічні відьомські мазі... викликали появу візіонерських істот перед пацієнтом, переносили його на шабаш відьом, дозволяли йому перетворюватися на звіра. |

|  | Магічні мазі... викликали ефекти, в які самі піддослідні вірили, навіть стверджували, що мали контакт із злими духами, були на шабаші й танцювали на Брокені зі своїми коханцями... Особливі галюцинації, викликані наркотиком, настільки сильно передавалися зі сфери підсвідомого в свідомість, що люди з низьким рівнем освіти... сприймали їх як реальність. |

Це було предметом обговорення серед духовенства: чи могли відьми фізично летіти на шабаш на своїх віниках за допомогою мазі, чи такий «політ» можна пояснити інакше: як ілюзію, створену дияволом у свідомості відьми; як те, що душа залишала тіло й летіла духом на шабаш; або як галюциногенну «подорож», викликану ентеогенною дією сильних речовин, що всмоктувались через шкіру. Раннім прихильником останнього пояснення був учений і ренесансний мислитель Джамбатіста делла Порта, який не лише спілкувався з користувачами летючої мазі, а й особисто спостерігав її дію, порівнюючи смертьоподібні транси, в які впадали його піддослідні, з їхніми подальшими розповідями про вакханальні веселощі, які вони нібито пережили. (книга II, розділ XXVI, "Lamiarum unguenta")

## Тіло в комі та їзда на звірах
|  | мащучи себе певними мазями... вони переносяться вночі повітрям у далекі краї, щоб чинити чорну магію... але нічого з цього не є правдою, хоч вони й вірять у це... поки вони так мертві та холодні, вони не мають більше відчуттів, ніж труп, і їх можна шмагати та спалювати; але після узгодженого часу... їхні почуття повертаються, вони прокидаються здорові та веселі, розповідають, що робили, й приносять новини з інших країв.[Курсив не оригінальний] |

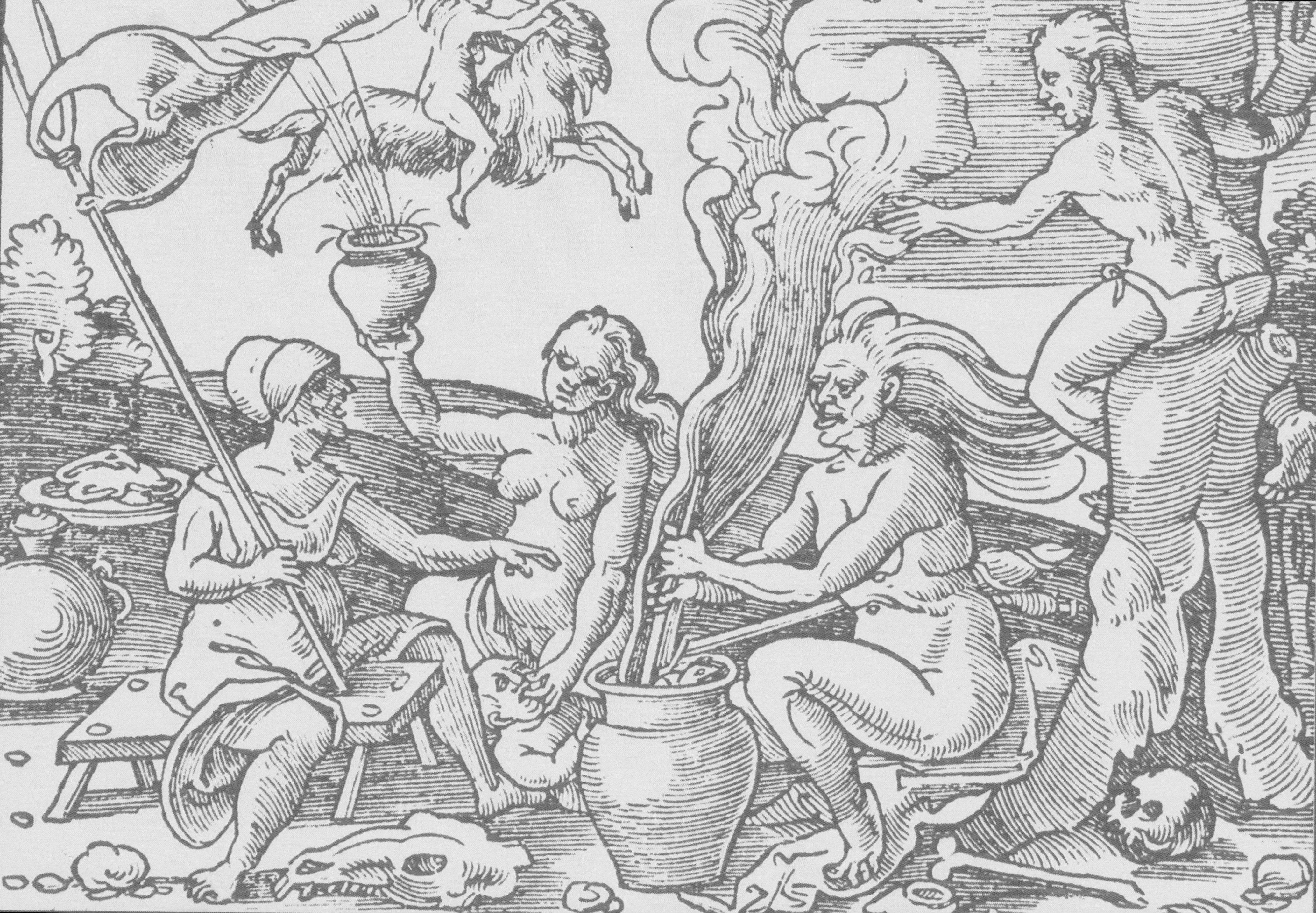
Відьми готують чарівну мазь. Зверніть увагу на голу відьму вгорі ліворуч, яка летить повітрям, осідлавши козла. (Ксилографія, 1571)

Домініканський церковник Бартоломео Спіна з Пізи наводить два свідчення про силу «мазі для польотів» у своєму трактаті Tractatus de strigibus sive maleficis («Трактат про відьом або злочинців») 1525 року.
Перше стосується випадку з його знайомим Августом де Турре з Бергамо, лікарем. Коли той навчався медицині в Павії у молодості, одного разу повернувся пізно вночі до свого житла (без ключа) й не знайшов нікого, хто б міг його впустити. Він виліз на балкон і потрапив усередину через вікно, після чого пішов шукати служницю, яка мала бути на варті. Проте у її кімнаті він виявив її непритомною — її неможливо було розбудити. Наступного ранку він намагався розпитати її, але вона відповідала лише, що «була в подорожі».
Друге свідчення Бартоломео є ще більш натяковим і вказує на інший аспект «польотів» відьом. Йдеться про певного нотаріуса з Лугано, який не зміг знайти свою дружину вранці й шукав її по всьому маєтку. Зрештою він виявив її глибоко непритомною, голою, брудною та з відкритими статевими органами в кутку свинарника. Нотаріус «відразу зрозумів, що вона відьма» (!) і спочатку хотів убити її на місці, але, передумавши, вирішив зачекати, поки вона отямиться, щоб розпитати. Перелякана його гнівом, бідолашна жінка впала на коліна й зізналася, що вночі «була в подорожі».
Світло проливається на історію дружини нотаріуса завдяки двом свідченням, віддаленим у часі, але таким, що розкривають стійку тему в європейському чаклунстві. Перше належить Регіно з Прюма, чий твір De synodalibus causis et disciplinis ecclesiasticis libri duo (бл. 906 р. н.е.) згадує жінок, які «спокушені... демонами... наполягають, що вночі їздять на певних звірах [курсив не оригінальний] разом із Діаною, богинею язичників, і великим натовпом жінок; що вони долають великі відстані в тиші найглибшої ночі...». (Див. також Канон єпископа).
Друге свідчення датується приблизно 800 роками пізніше і походить з Норвегії початку XVIII століття — це показання тринадцятирічної Сірі Єргенсдаттер. Сірі стверджувала, що коли їй було сім, її бабуся відвела її на шабаш відьом на гірському лузі Блокула («синя гора»): бабуся повела її до свинарника, де вона натерла свиню маззю з рогу, після чого бабуся з онукою осідлали тварину і, пролетівши деяку відстань у повітрі, дісталися до будівлі на шабашній горі.

## Передбачуваний сексуальний елемент у застосуванні
|  | Галюцинації часто мають яскраво виражений еротичний характер... у ті часи, щоб відчути ці відчуття, жінки молодого та старшого віку натирали свої тіла «відьомською маззю». |

|  | відьми зізнаються, що... вони натирають палицю маззю й верхи на ній мчать до призначеного місця або ж натирають себе під пахвами та в інших волохатих місцях...[Курсив не належить до оригіналу]. |

|  | перериваючи обшук у покоях пані [Аліси Кайтелер], вони знайшли тубу з маззю, якою вона змащувала палицю, на якій вона скакала крізь гущавину й хащі — коли й як забажає. |

Деякі джерела стверджують, що така мазь найкраще всмоктується через слизові оболонки, і що традиційне зображення відьми, яка верхи сидить на вінику, натякає на нанесення летючої мазі на вульву. Наведений вище уривок із судового процесу над гіберно-норманською дворянкою Алісою Кайтелер в Ірландії у 1324 році, хоч і не є прямим, цілком відкритий для інтерпретацій, пов’язаних як з наркотиками, так і з сексуальністю. Це також один із найдавніших свідчень подібних практик, що передує відьомським процесам ранньомодерної доби на кілька століть. Свідчення служниці пані Кайтелер — Петронілли з Міт — хоча й отримане під тортурами, містить згадки не лише про здібності її пані до виготовлення «магічних» зіллів, а й про її сексуальну поведінку, включаючи принаймні один випадок (ймовірного) статевого акту з демоном.
Згідно з інквізицією («у складі якої було п’ятеро лицарів і численні шляхтичі»), ініційованою Річардом де Ледредом, єпископом Оссорі, у місті Кілкенні діяла група єретичних чаклунів на чолі з пані Алісою Кайтелер, проти яких було висунуто не менше семи звинувачень у чаклунстві. Особливо цікавим у контексті згаданої вище «змащеної палиці» є п’яте звинувачення:
|  | Щоб викликати любов або ненависть, або ж щоб спричинити смерть чи хворобу вірянам, вони використовували порошки, унгвенти, мазі та свічки з жиру, які готувалися так: брали нутрощі півнів, принесених у жертву демонам, якихось жахливих черв’яків, різні невідомі трави, нігті мерців, волосся, мозок і клапті похоронного савану нехрещених дітей, які були поховані, та інші мерзоти — усе це варилося з численними заклинаннями на вогні з дубових дров у посудині, зробленій із черепа обезголовленого злодія.Шаблон:Потрібна сторінка |

## Можливий опійний компонент

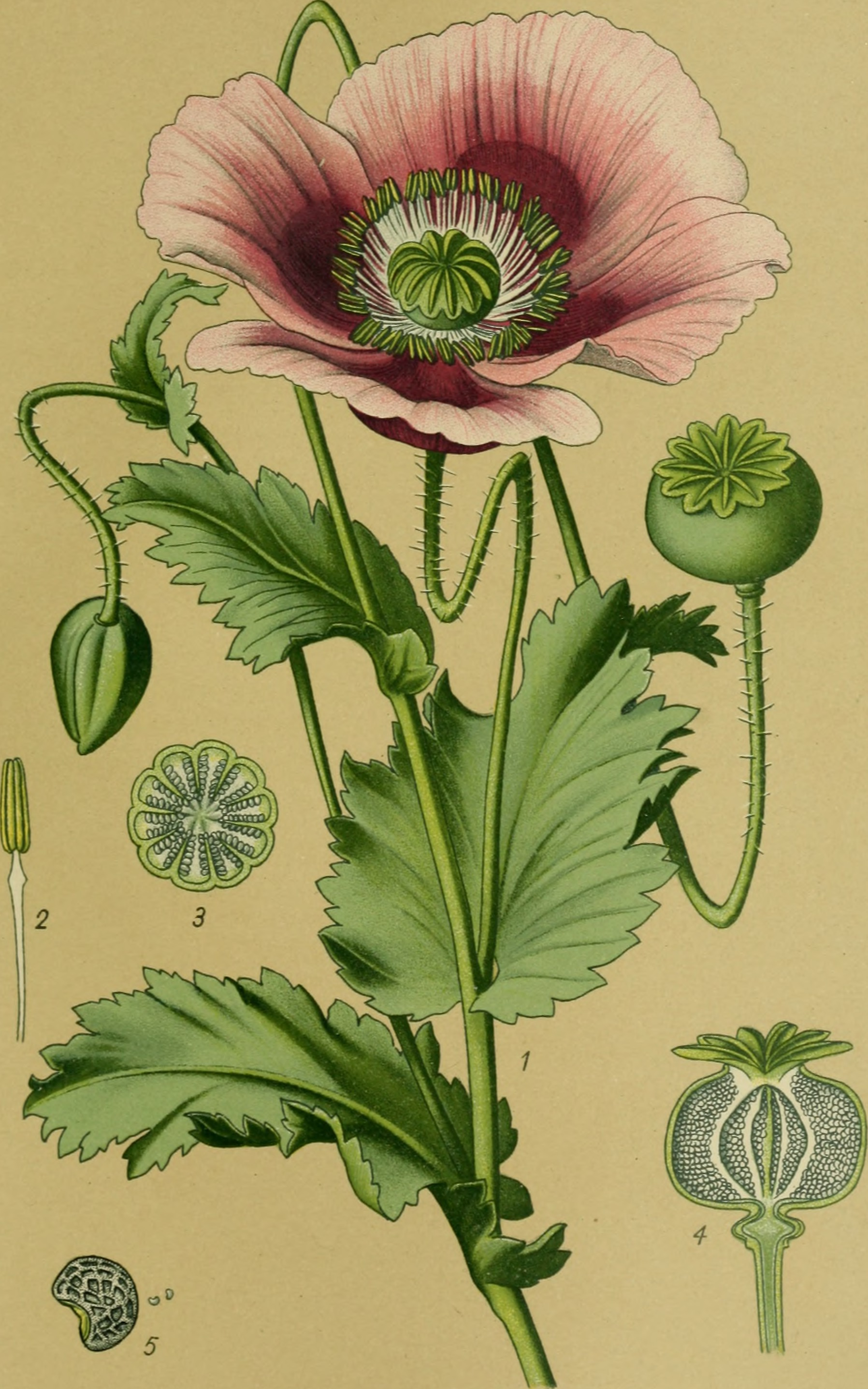
Опійний мак: Papaver somniferum

Одним із можливих ключів до того, як люди справлялися з токсичністю пасльонових рослин, які зазвичай вважаються складниками "летючих мазей", є припущена антагоністична взаємодія деяких алкалоїдів родини пасльонових із алкалоїдами Papaver somniferum (опійного маку). Про таку антагоністичну дію стверджував рух еклектичної медицини. Наприклад, у King's American Dispensatory у статті про беладонну зазначено: «Беладонна й опій, здається, мають антагоністичну дію, особливо щодо мозку, спинного мозку та серця; їх відповідно рекомендували та використовували як протиотруту одне проти одного у випадках отруєння», далі ж робиться перебільшене твердження, що «це питання тепер позитивно та задовільно вирішене; отже, у всіх випадках отруєння беладонною головним засобом є морфін, і його використання може бути скориговане відповідно до ступеня звуження зіниць, яке він викликає».
Синергію між алкалоїдами беладонни та маку використовували під час так званого «сумеречного сну», що застосовувався для знеболення жінок під час пологів з початку едвардіанської епохи. Сумеречний сон був сумішшю скополаміну — алкалоїду беладонни — та морфіну — алкалоїду Papaver — який вводили ін’єкційно для поєднання знеболювального ефекту та амнезії. Сучасна версія такого препарату досі виробляється під назвою «Омнопон».
Немає точних відомостей щодо пропорцій пасльонових трав і маку у складі "летючих мазей", і більшість історичних рецептів таких мазей не містять маку.
Більше того, авторитетне видання колишнього Міністерства сільського господарства, рибальства та продовольства Великої Британії (нині DEFRA) зазначає, що у випадках отруєння Atropa belladonna — замість того, щоб бути протиотрутою — «препарати, що містять морфін або опіати, слід уникати, оскільки вони мають синергічну дію з атропіном», а відповідною протиотрутою є інгібітор ацетилхолінестерази — фізостигмін саліцилат.

## Історичні документи
Перша згадка про мазь у контексті популярного вірування в оргіастичні польоти зустрічається в богословській сумі Роланда Кремонського, написаній у 1230-х роках. Згідно з відомими джерелами, першим описав використання летючих мазей відьмами Йоганн Гартліб у 1456 році[джерело?].
Це також було описано іспанським теологом Альфонсо Тостадо (помер 1455) у творі Super Genesis Commentaria (надруковано у Венеції, 1507), чий коментар, як правило, підтверджував реальність шабашу відьом.[джерело?] У 1477 році Антоні Роуз зізналася, що диявол дав їй палицю завдовжки 18 дюймів, яку вона змащувала маззю, і, промовивши «іди, в ім'я Диявола, іди», летіла на «синагогу» (альтернативна назва шабашу в ранньому чаклунстві).

## У популярній культурі

### Драматургія
У творчості драматурга Франсіско де Рохас Соррілья (1607–1648) з Толедо є діалог про летючу мазь. Відповідний фрагмент міститься у п'єсі Lo que quería el Marqués de Villena («Чого бажав маркіз де Вільєна»).
|  | Маркіз: Інші вірять, що відьми можуть літати. Замбапало: А хіба не можуть? Маркіз: Звісно, ні, невігласе. Замбапало: Оскільки я не спеціаліст у цих справах, мушу запитати, як усе відбувається. Маркіз: Вони всі натираються маззю. Замбапало: І що потім? Маркіз: Ця мазь — опіат, виготовлений із блекоти, яку їм дає Диявол. Вона присипляє їх, і їм сняться такі сни, що вони вважають їх дійсністю. А оскільки Диявол має велику силу обману, він змушує їх усіх бачити один і той самий сон. Ось чому їм здається, що вони літають повітрям, хоча насправді вони просто сплять. І хоч вони ніколи не літають, прокинувшись, переконані, що були на шабаші й відвідали поля біля Бараони. І, божевільна правда, більш як двоє з них були застукані сплячими у своїх кімнатах, з тією маззю на тілі. |

### У літературі та кіно
- У творі Натаніеля Готорна «Молодий Ґудмен Браун» Ґуді Клойс після зустрічі з Дияволом каже: «Я була вся намащена соком селери, перстачем і аконітом», на що Диявол відповідає: «[з]мішаним із добірною пшеницею та жиром немовляти».
- У романі Михайла Булгакова «Майстер і Маргарита» Маргарита, погодившись бути господинею на балу у Воланда, використовує мазь, щоби стати відьмою та полетіти на місце проведення заходу.
- У романі Клейтона Роусона «Смерть з капелюха» у виносці наведено два рецепти Йоганна Вайєра, демонолога XVI століття:

1 — Водяний болиголов, аїр, перстач, кров кажана, беладонна і олія.
2 — Жир немовляти, сік цикути, аконіт, перстач, беладонна та сажа.
- У кіносеріалі «Чорнокнижник» лиходій вбиває нехрещеного хлопчика, щоб здобути «летючу мазь».
- У романі Джоді Піколт «Салем-Фоллз» група з чотирьох дівчат, які практикують чаклунство, вживає летючу мазь з беладонни.
- У книзі «Поклик драконів» (третя книга циклу «Хроніки Зачарованого Лісу») відьма Морвен використовує летючий напій на солом’яному кошику та мітлі, але не на собі.
- У книзі Е. Л. Конігсбург «Дженніфер, Геката, Макбет, Вільям Мак-Кінлі та я, Елізабет» двоє персонажів намагаються створити летючу мазь.
- У фільмі жахів 2015 року «Відьма» відьма вбиває немовля і виготовляє летючу мазь із його тіла.
- У фільмі 2016 року «Любовна відьма» головна героїня намащує себе летючою маззю.
- У фільмі 2019 року «Портрет дівчини у вогні» дві головні героїні наносять летючу мазь собі під пахви.
- У фільмі 2020 року «Гретель і Гензель», режисера Оза Перкінса, відьма, пестячи дорогоцінну баночку з маззю, намащує себе, а потім ініціює Ґретель у відьомство, спонукаючи її зробити те саме.

### Музика
- Пісня гурту Bonzo Dog Doo-Dah Band «11 Moustachioed Daughters» — трек з альбому The Doughnut in Granny's Greenhouse — є похмуро-комічною та напрочуд детальною інтерпретацією традиційного шабашу відьом. У ній згадуються летючі мазі в рядках:

|  | ...і беладонна, щоб очі були як у... звіра! Щоб натирати тіло і воно засяяло, Пити — і стати божественним, Обрати іншу форму і зробити її... своєю! |

- Шведський гурт у стилі симфонічний метал Therion має пісню під назвою «Unguentum Sabbati» (мазь шабашу) на альбомі Sitra Ahra.

## Галерея

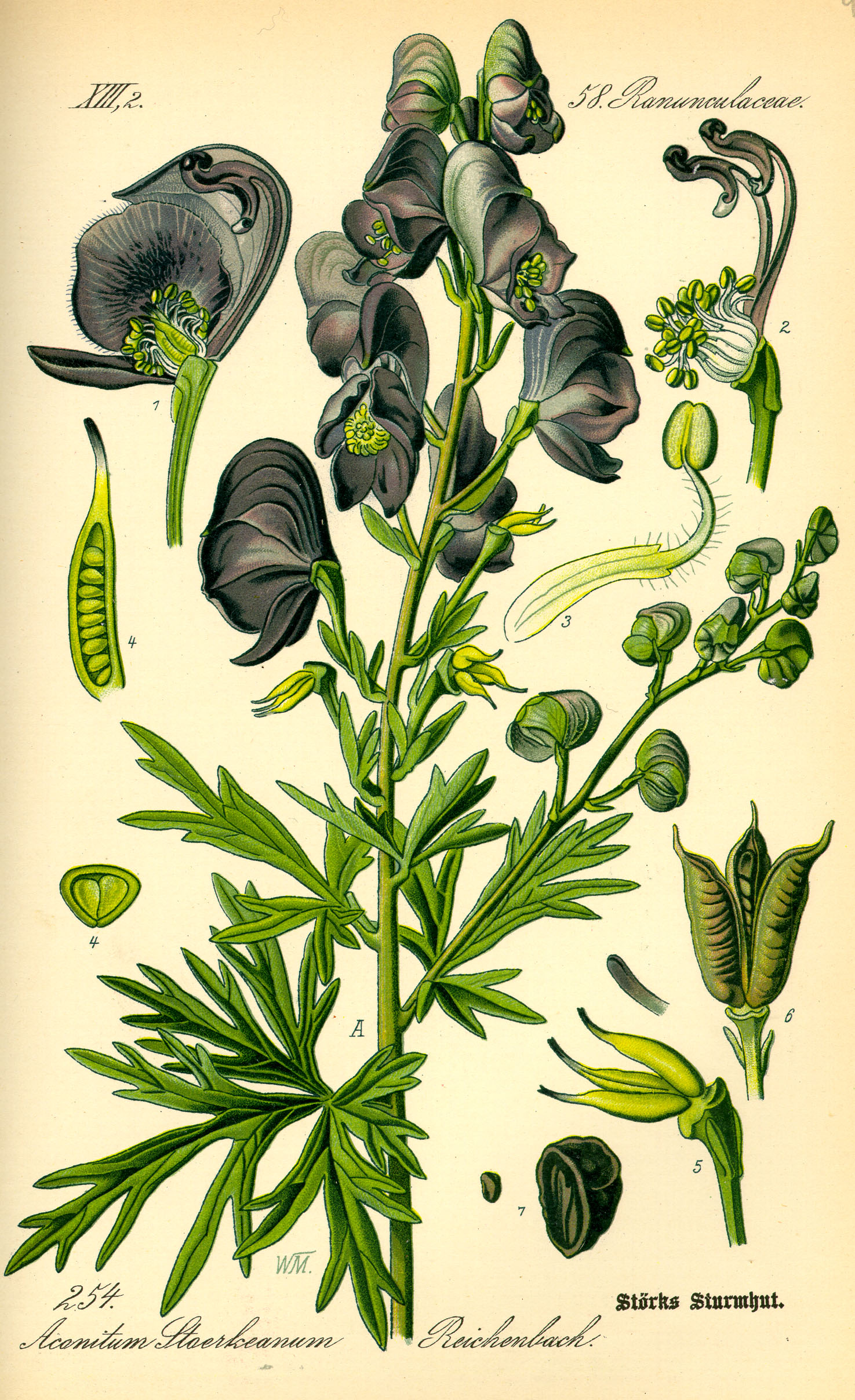
Борец або аконіт, Aconitum napellus (отруйна рослина)
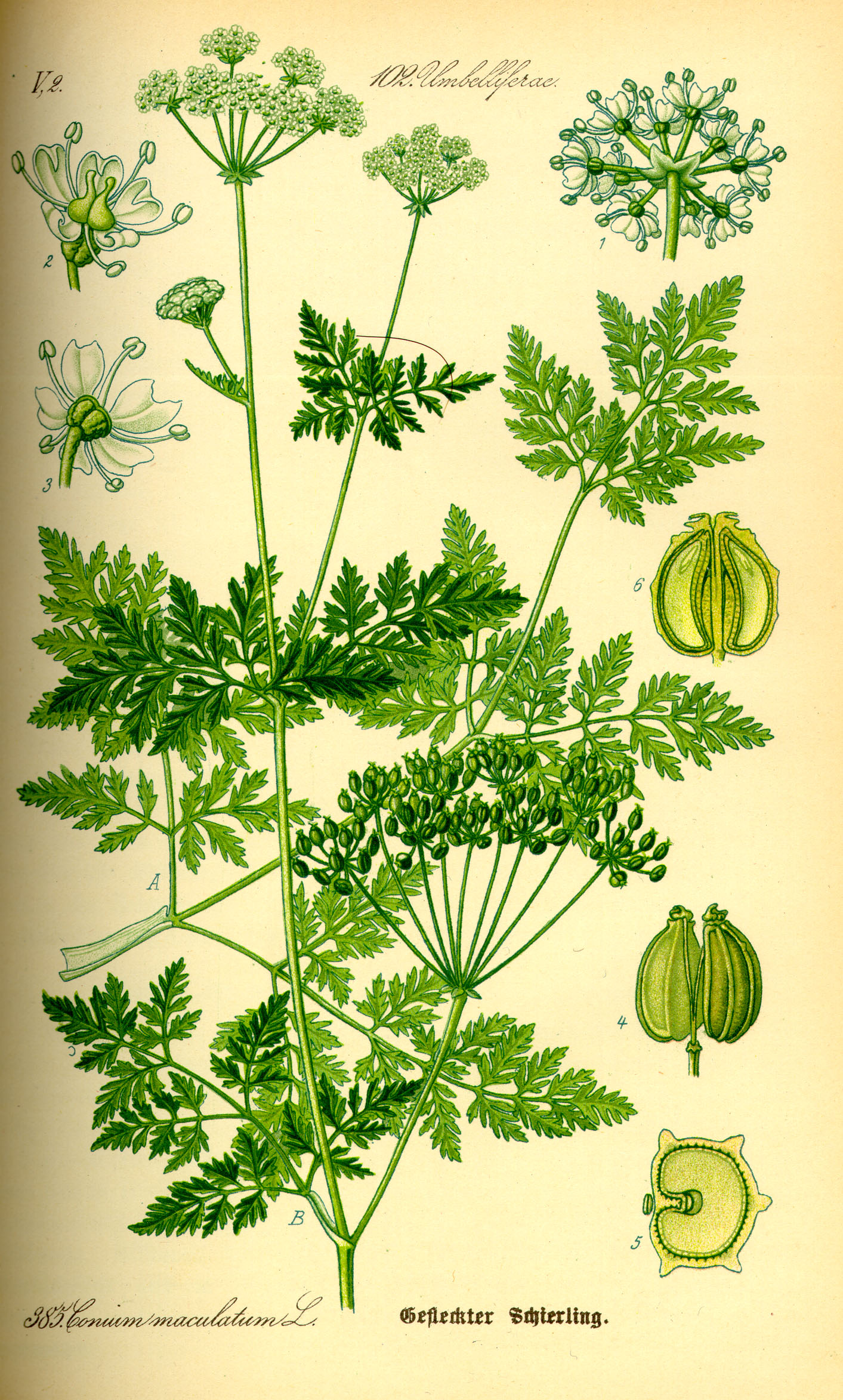
Цикута, Conium maculatum (отруйна рослина)
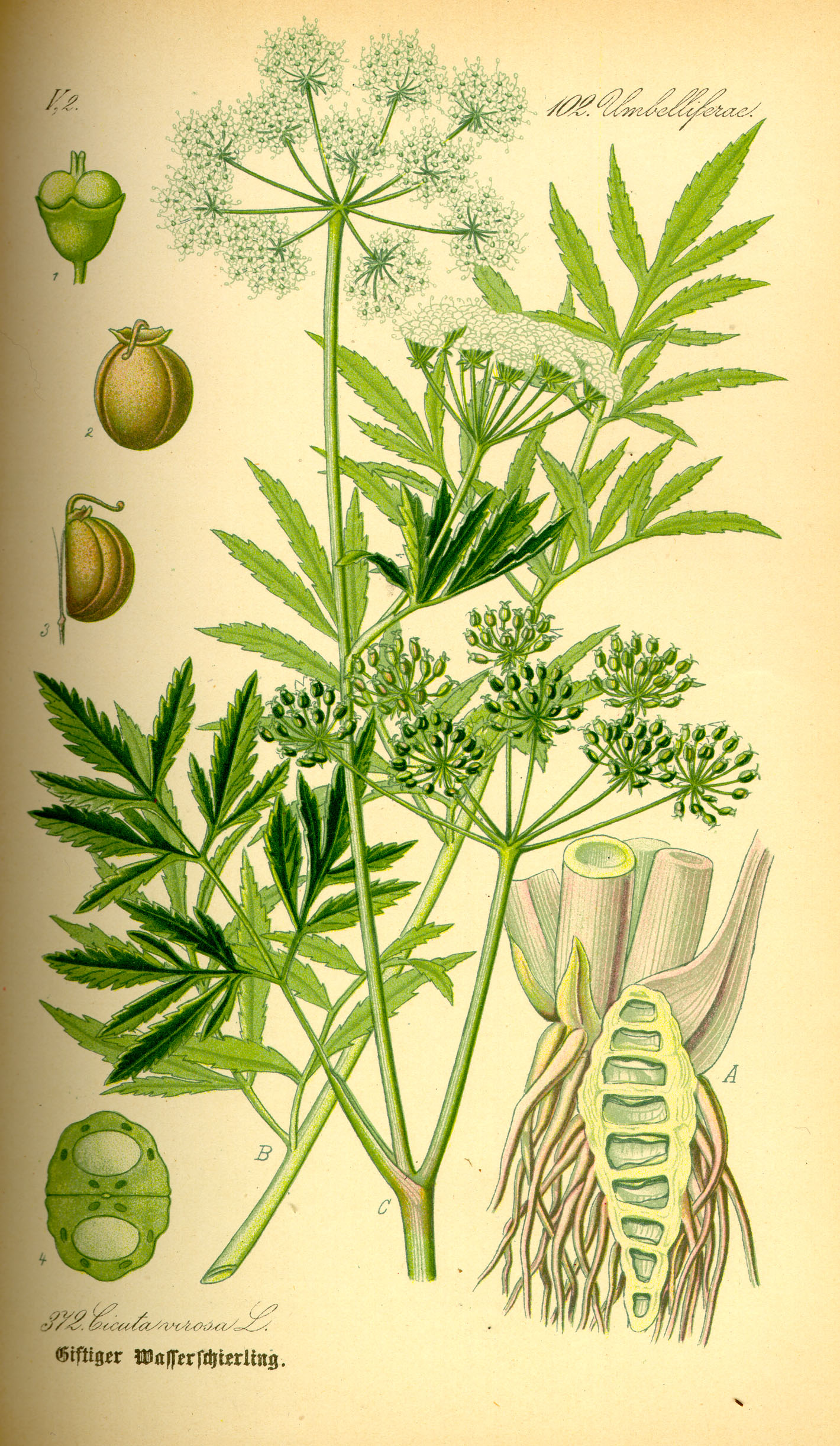
Водяний болиголов, Cicuta virosa (отруйна рослина)
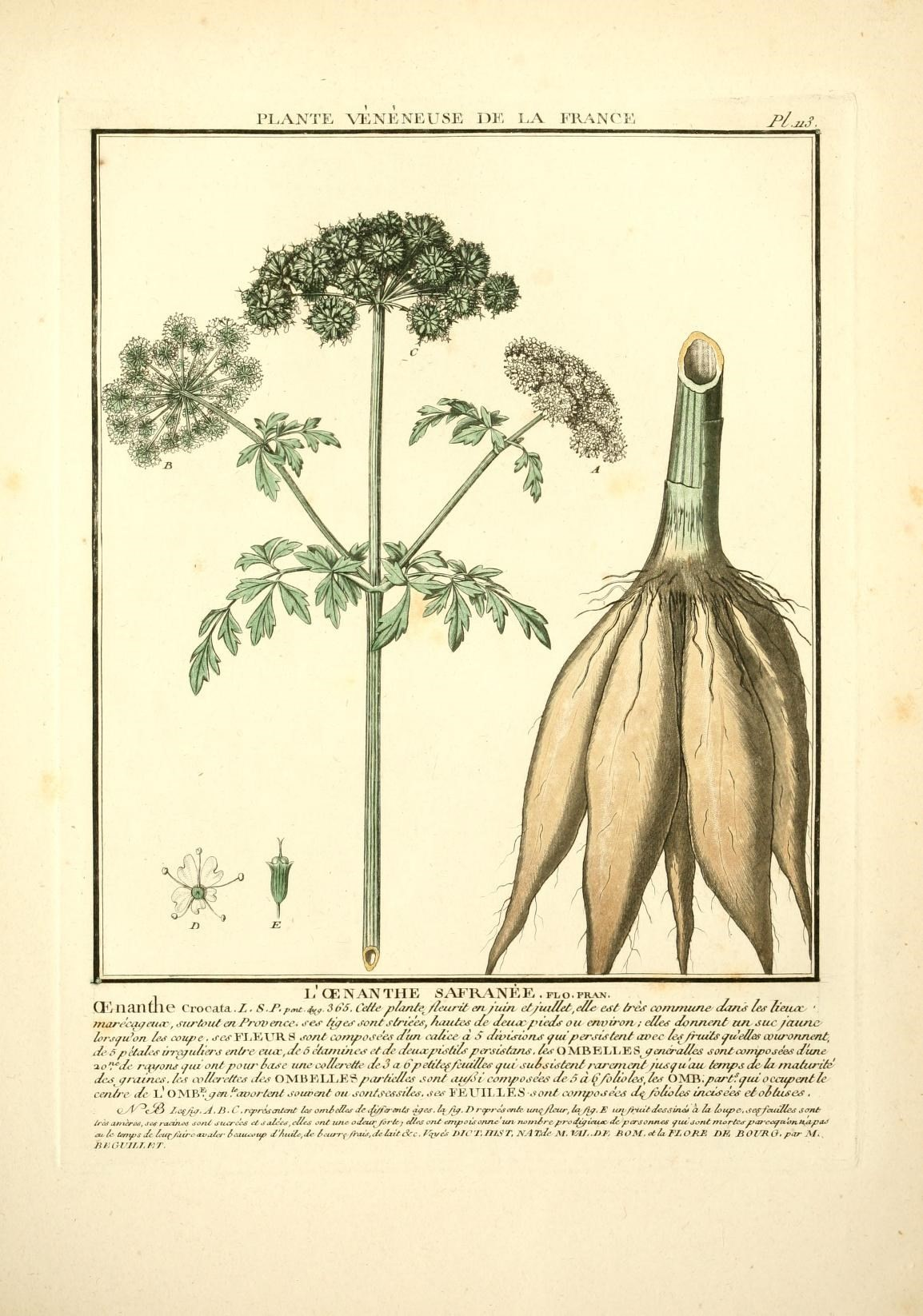
Цикута болотна, Oenanthe crocata (отруйна рослина)
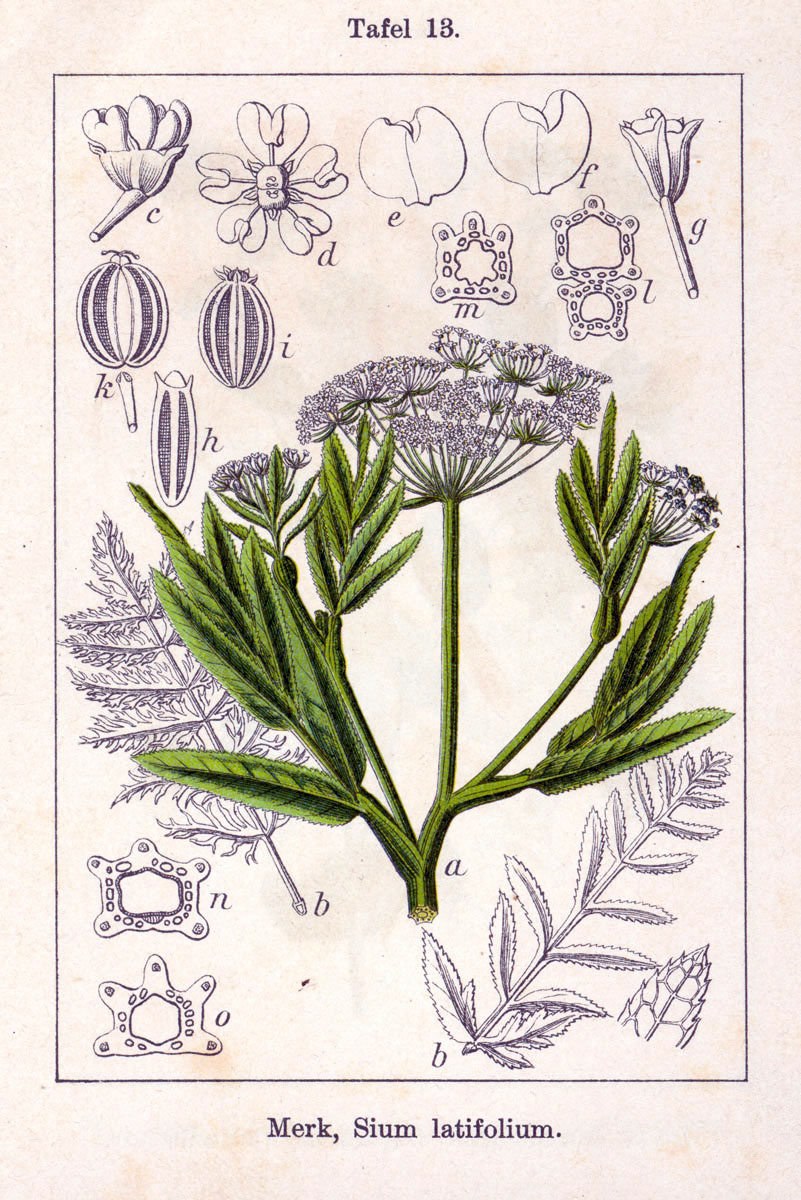
Водяний пастушок великий, Sium latifolium (корінь отруйний)
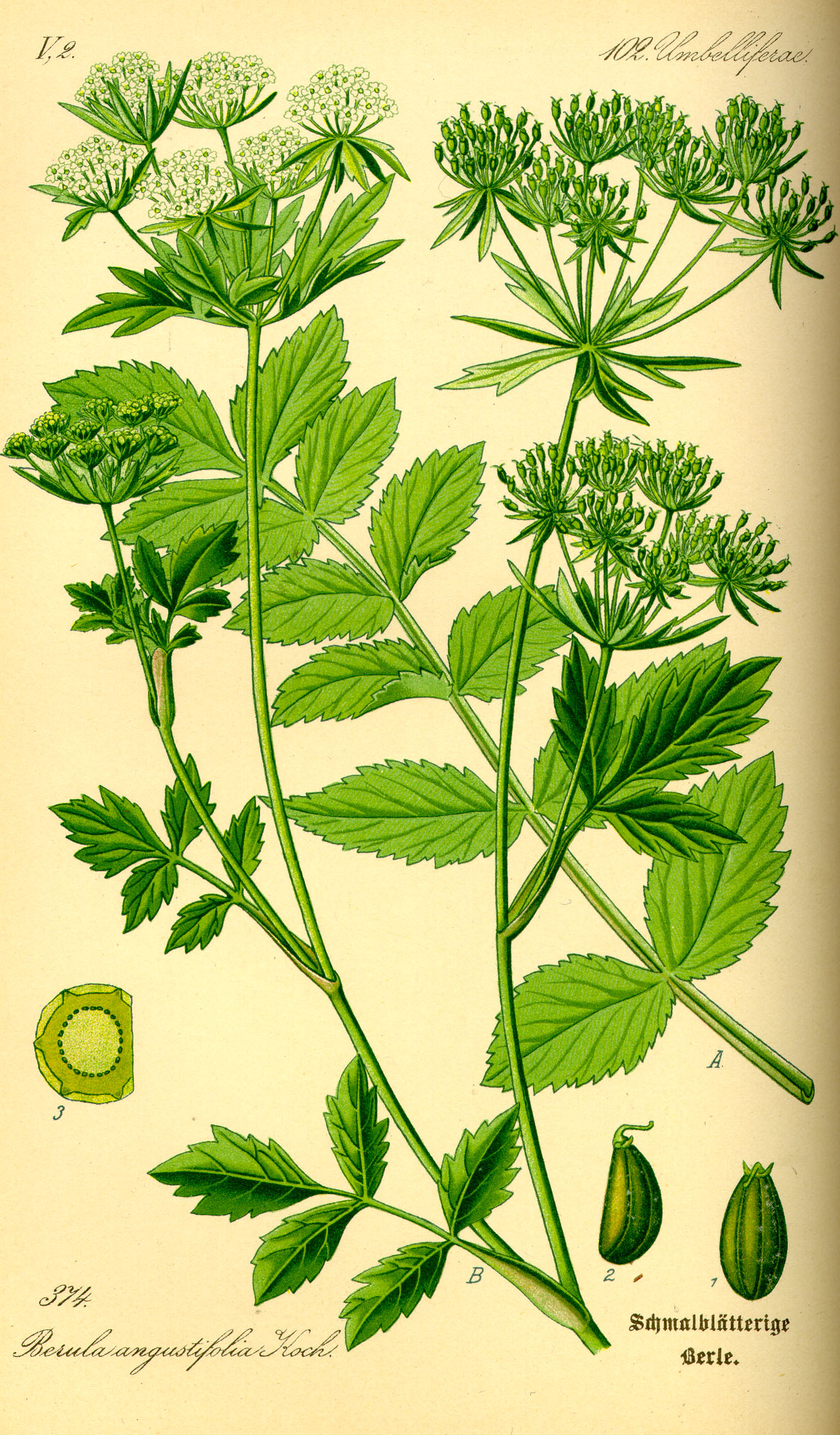
Водяний пастушок малий, Berula erecta
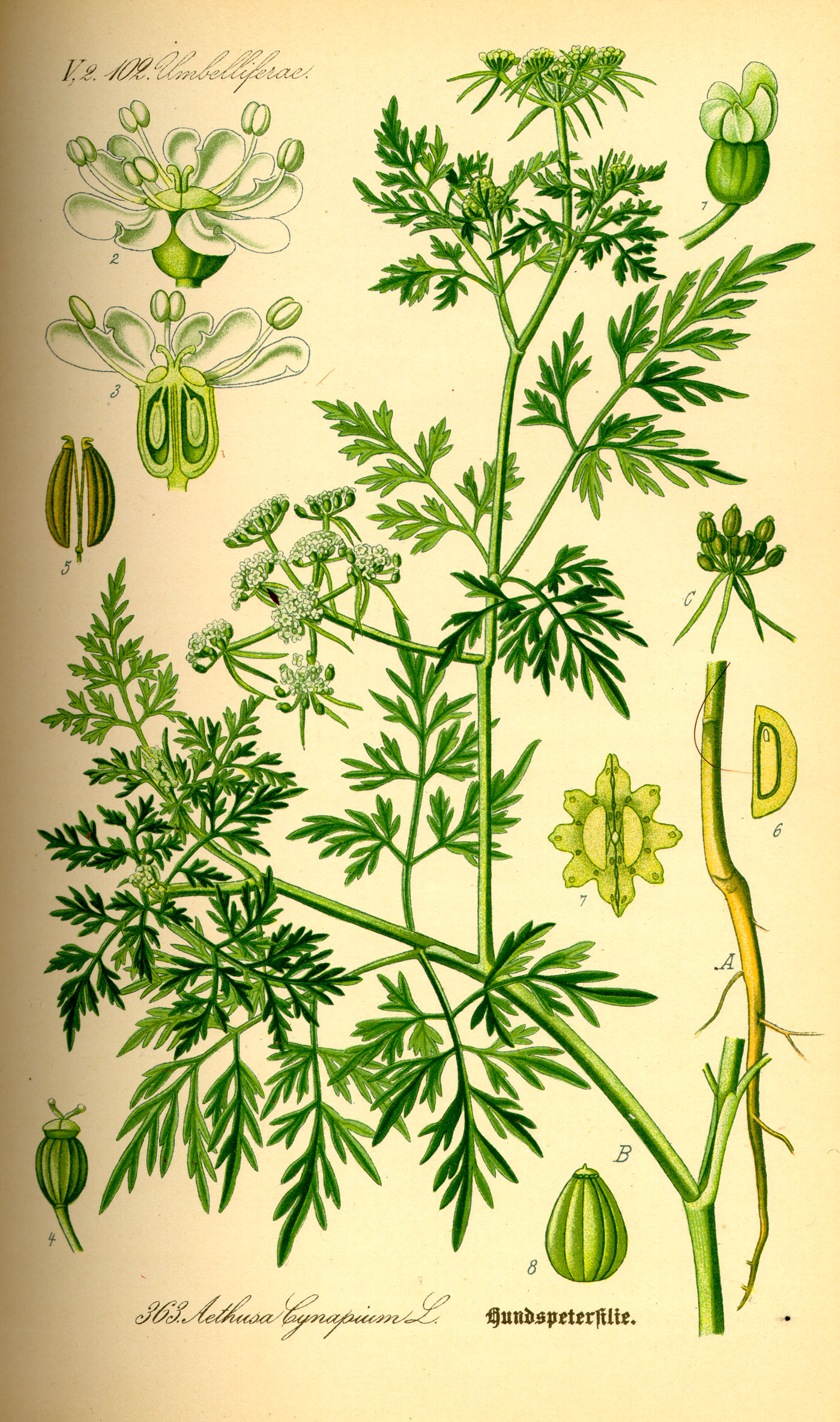
Білокінь дурманний, Aethusa cynapium (отруйна рослина)
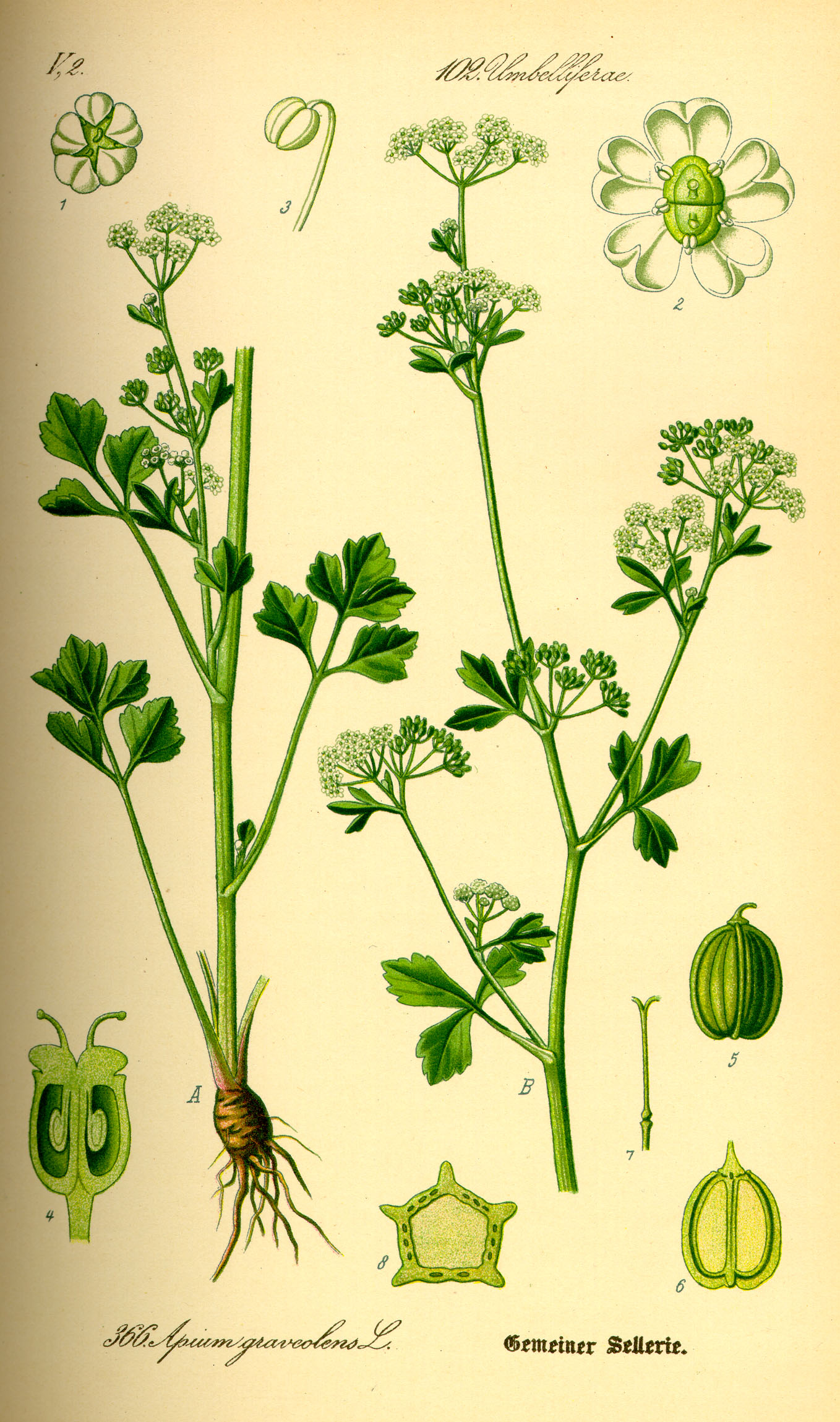
Селера дика, Apium graveolens (дика форма відомої овочевої рослини)
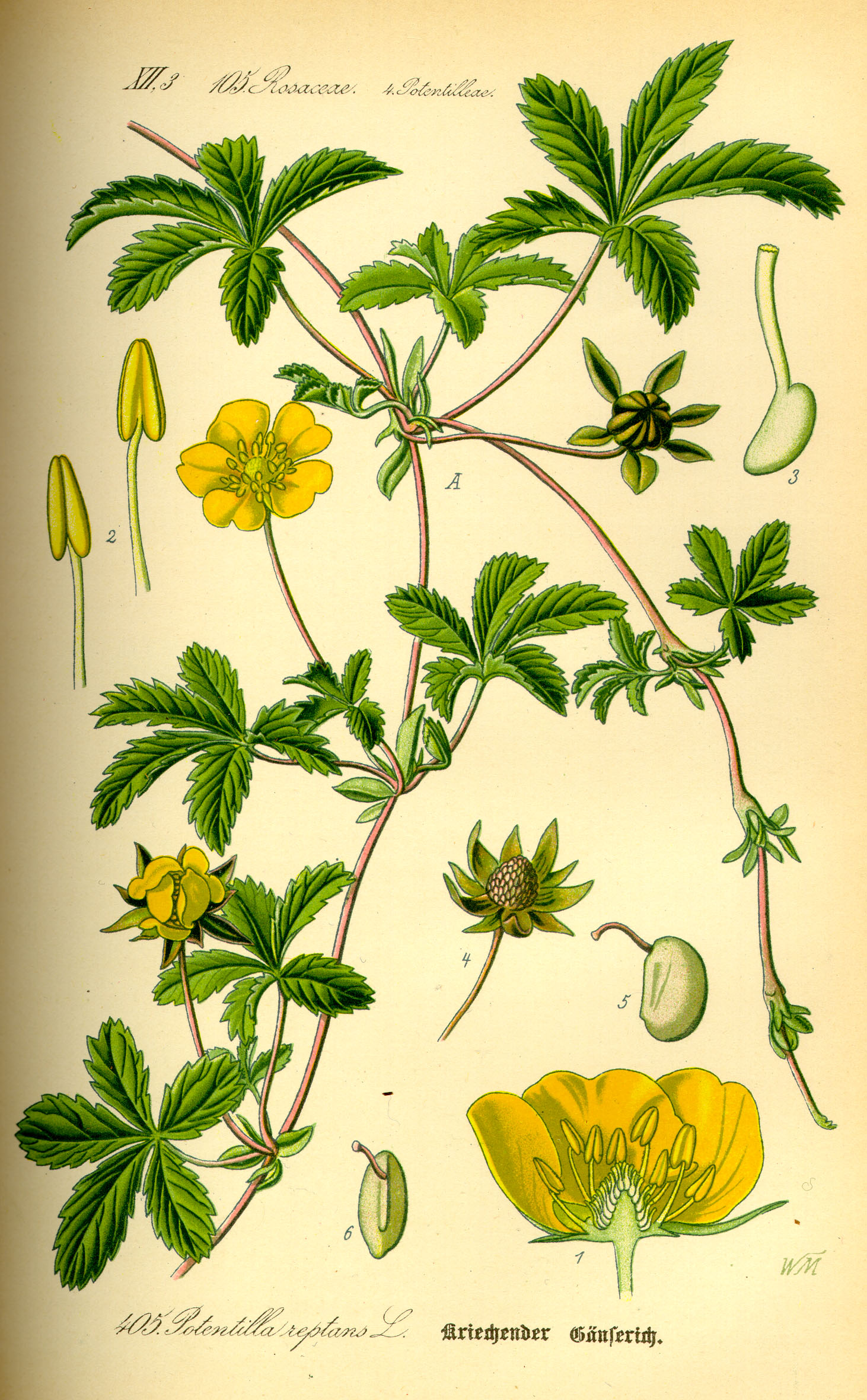
П'ятилистник повзучий, Potentilla reptans
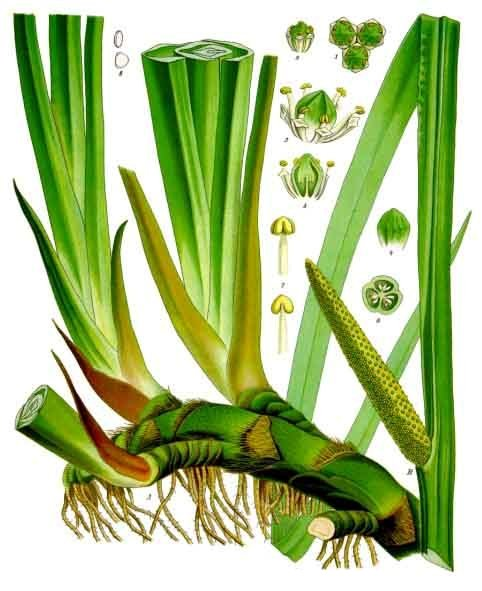
Калама́с або аир, Acorus calamus (ароматична рослина)
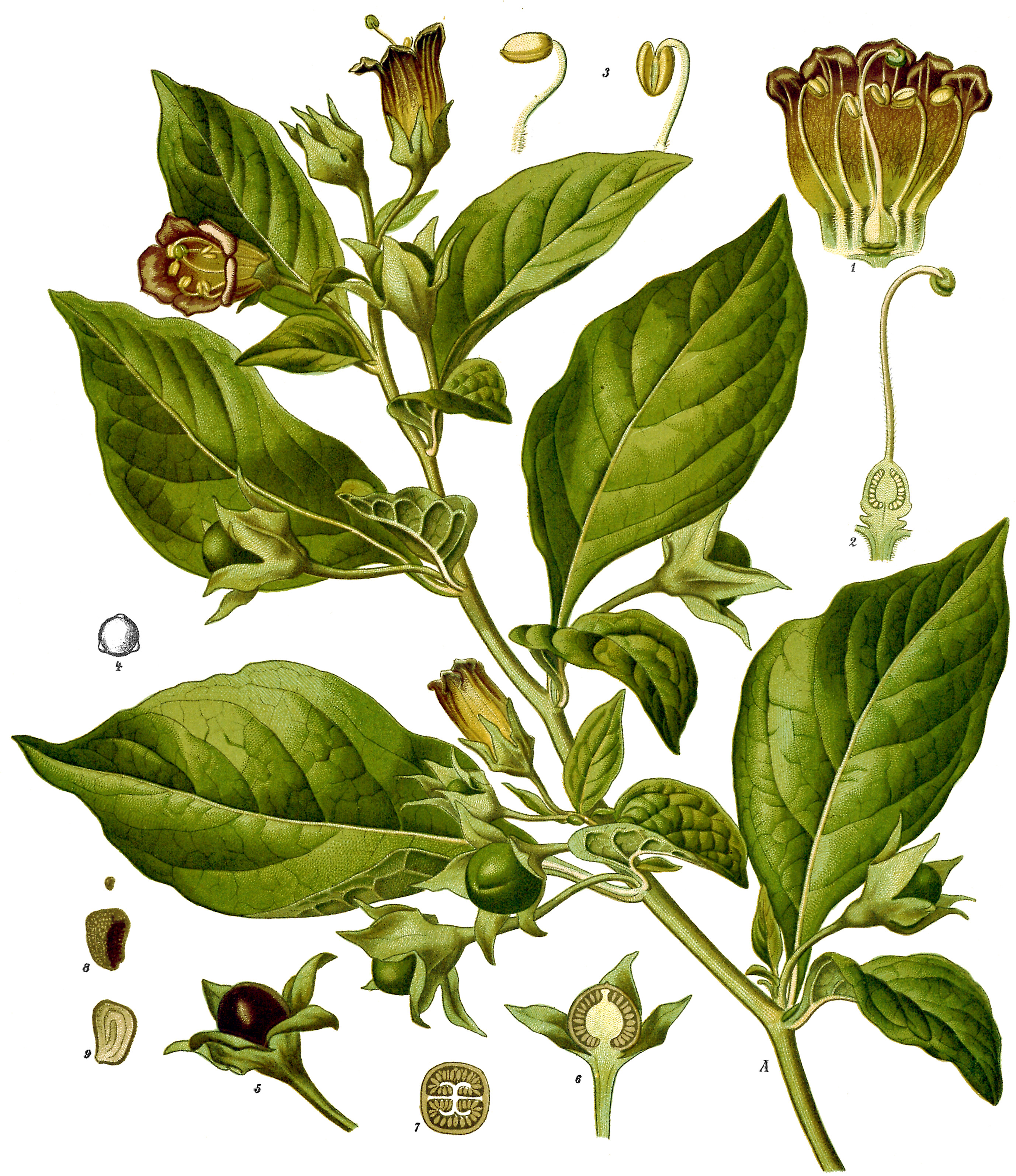
Беладонна або смертоносна паслін, Atropa belladonna (отруйна рослина)
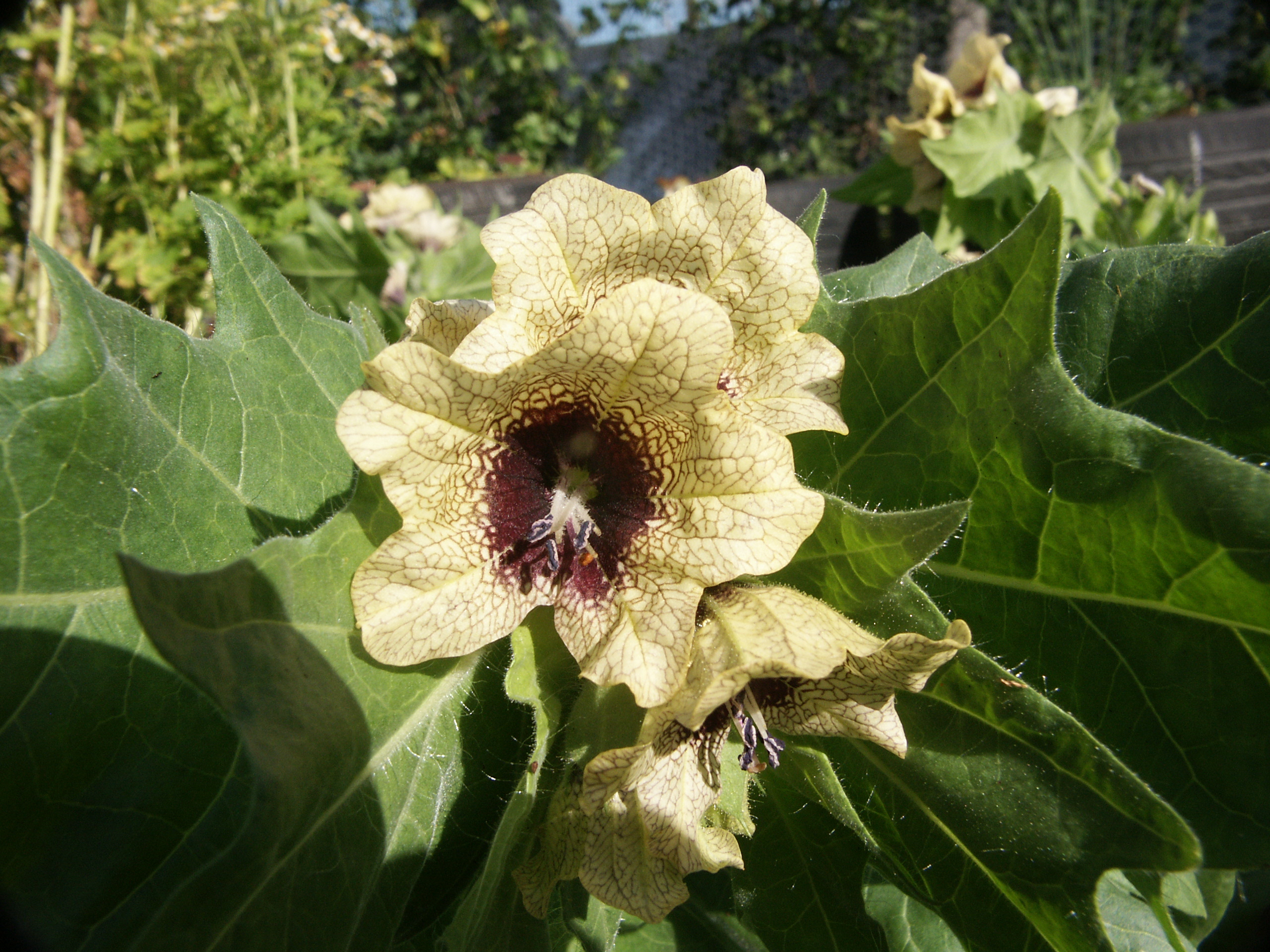
Квітка беладонни
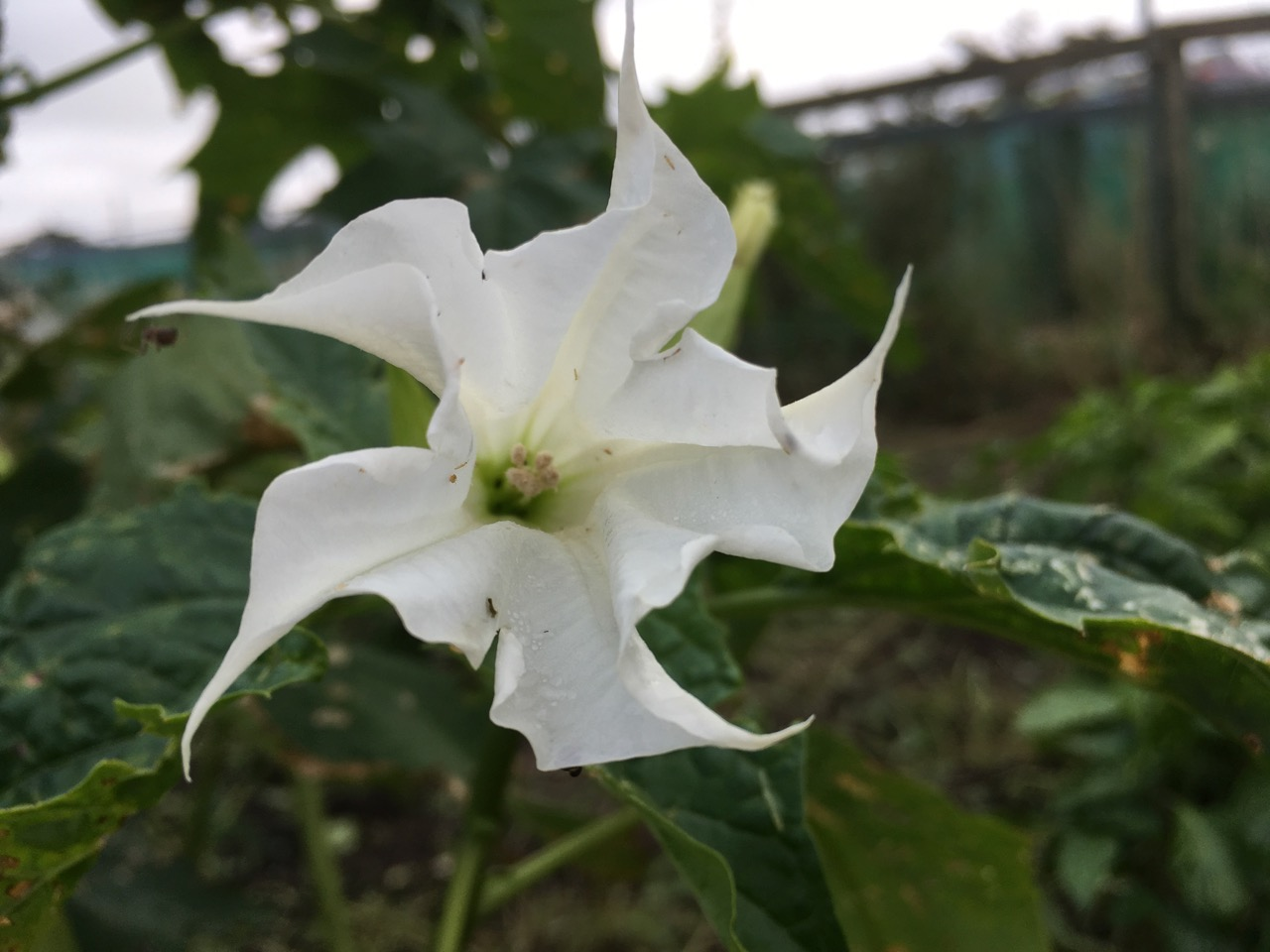
Квітка дурману звичайного
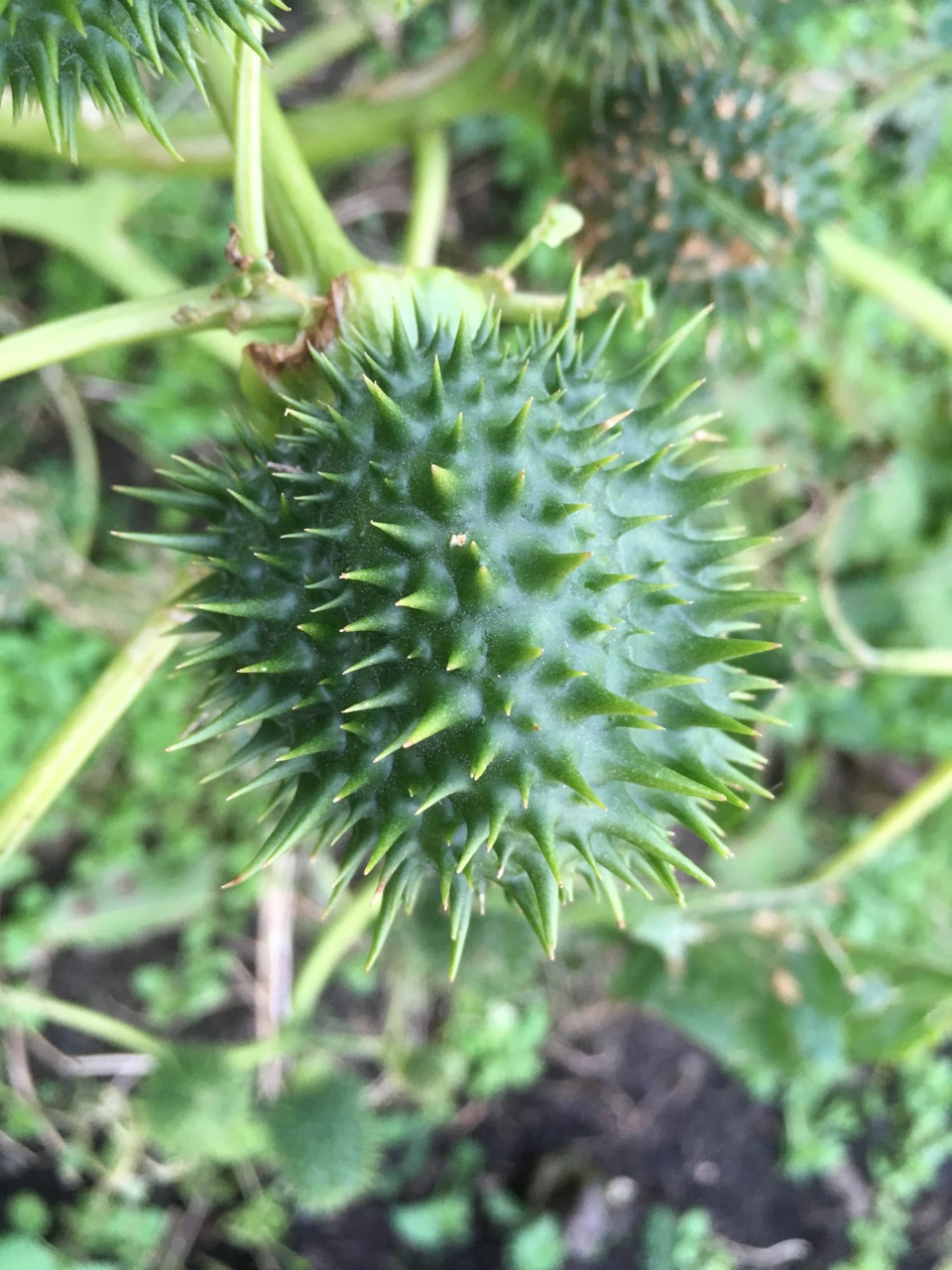
Плід дурману звичайного
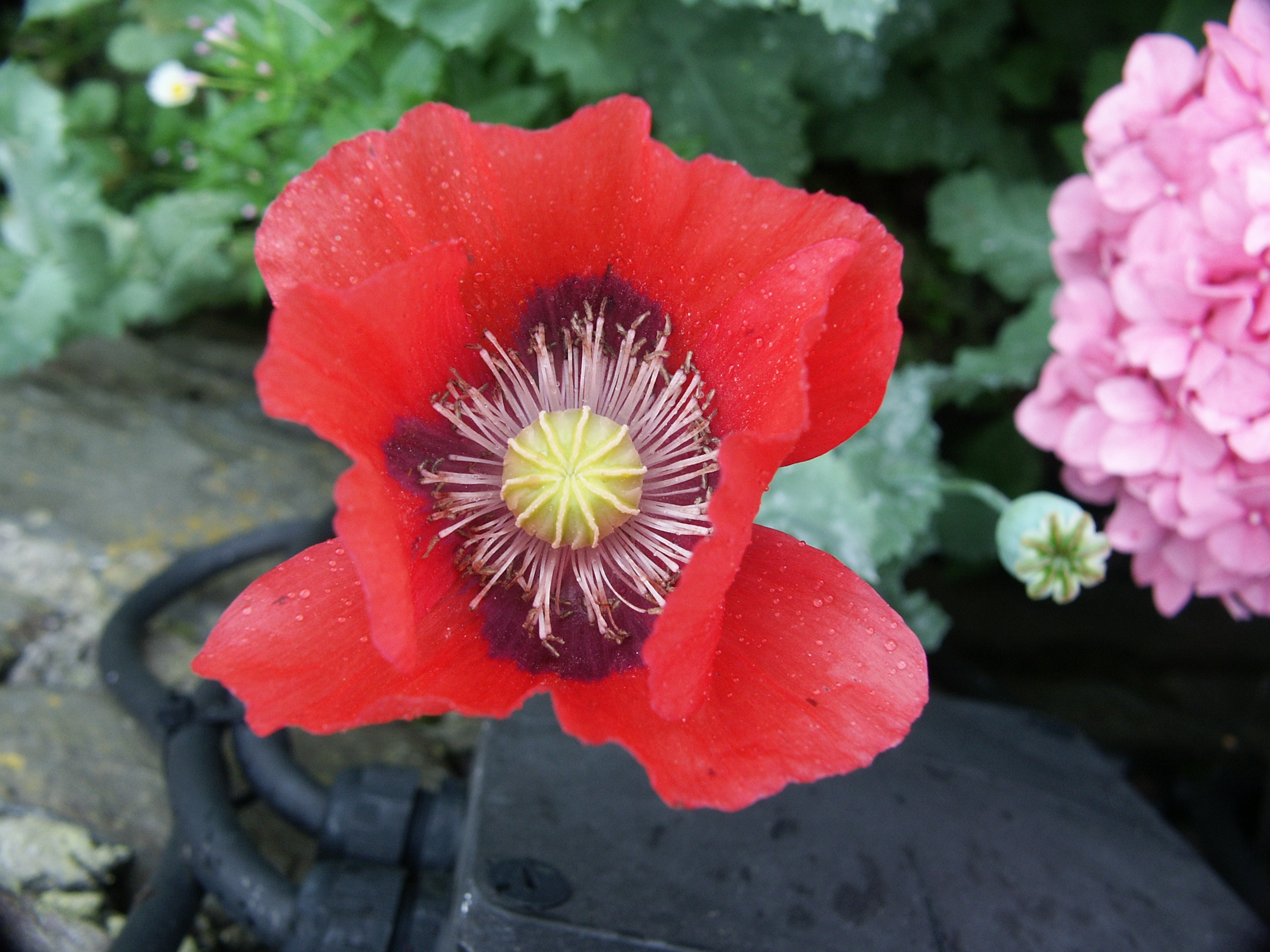
Квітка опійного маку
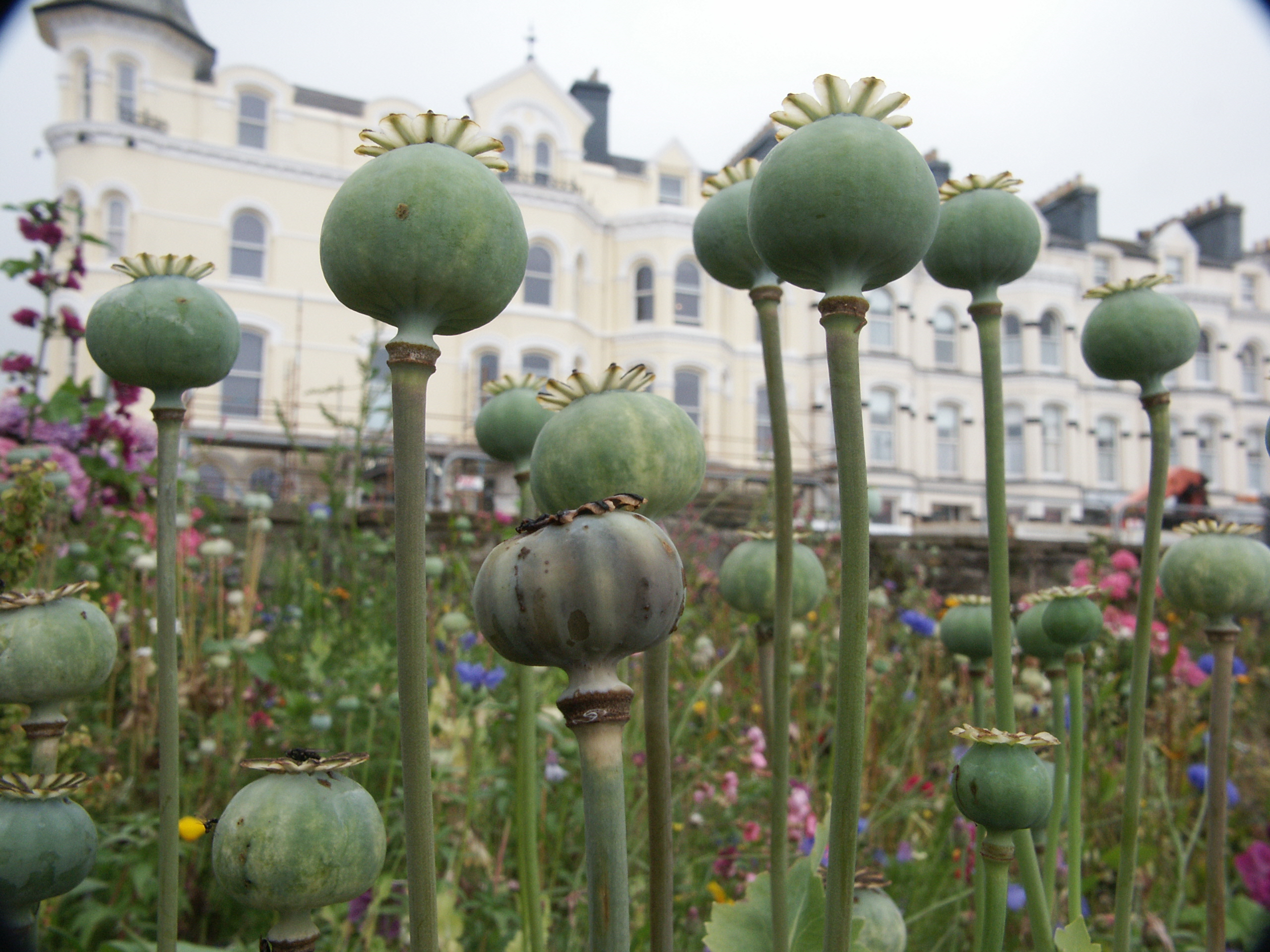
Плід опійного маку
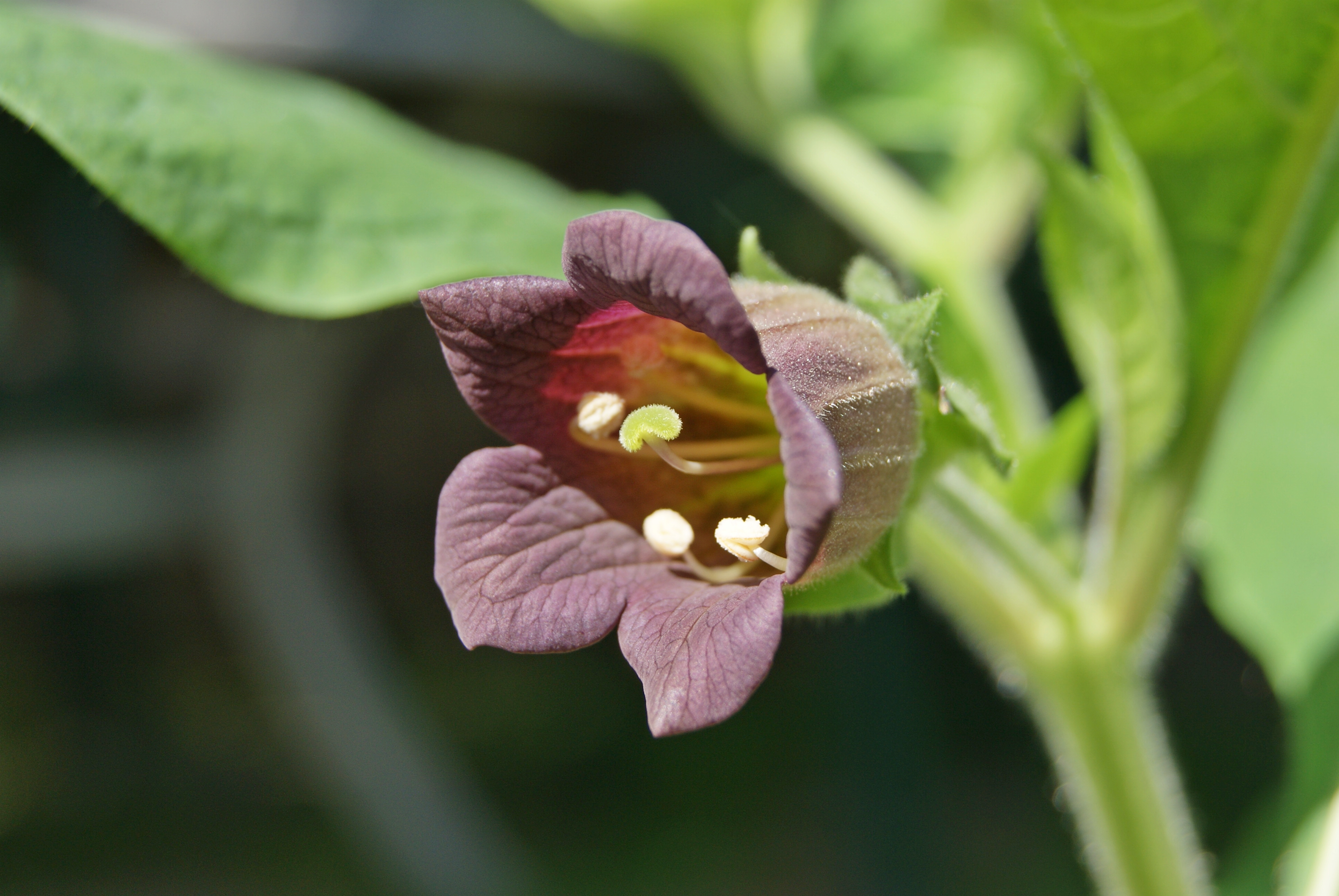
Квітка смертоносної пасліни
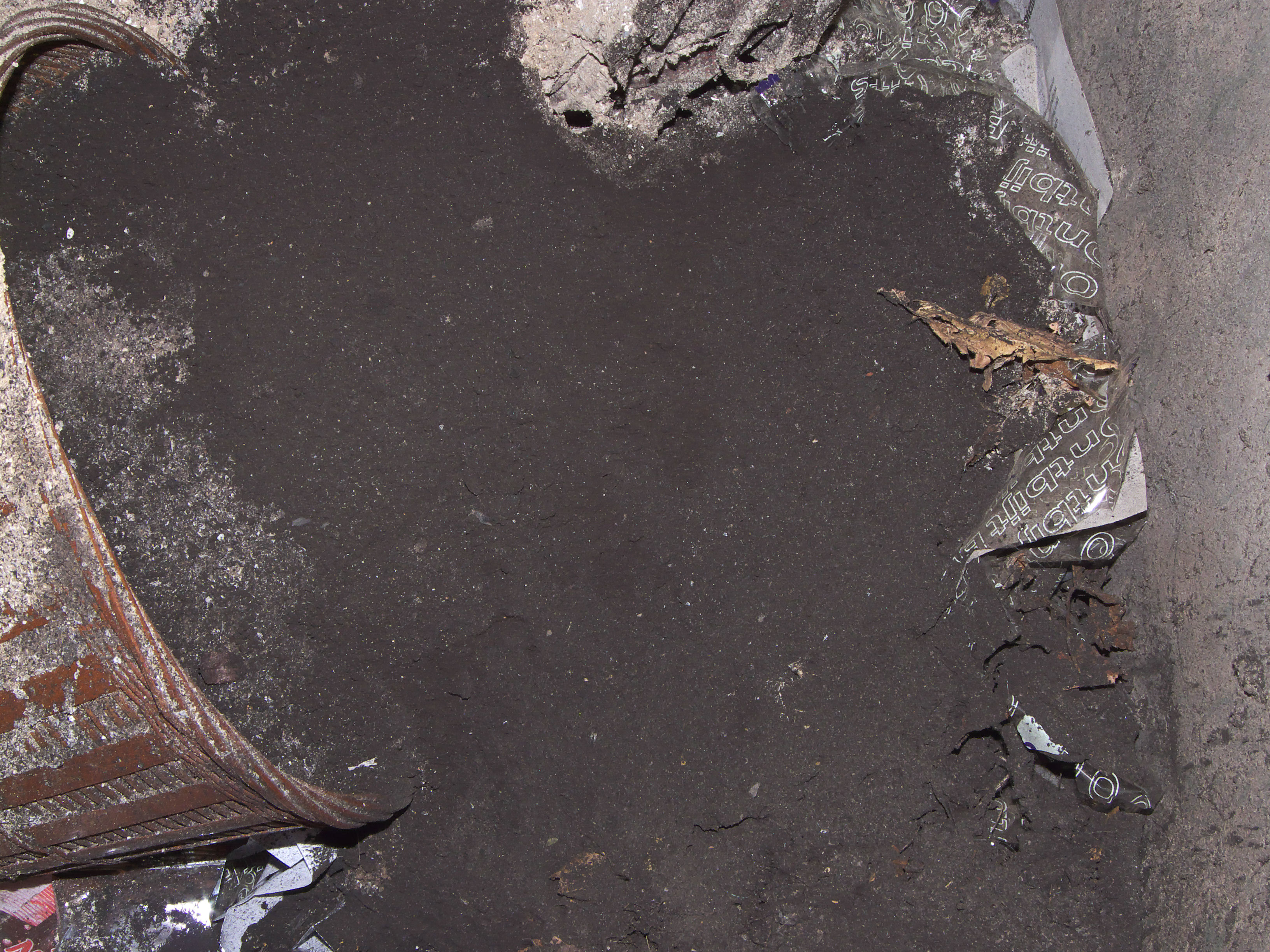
Домашній димар сажa
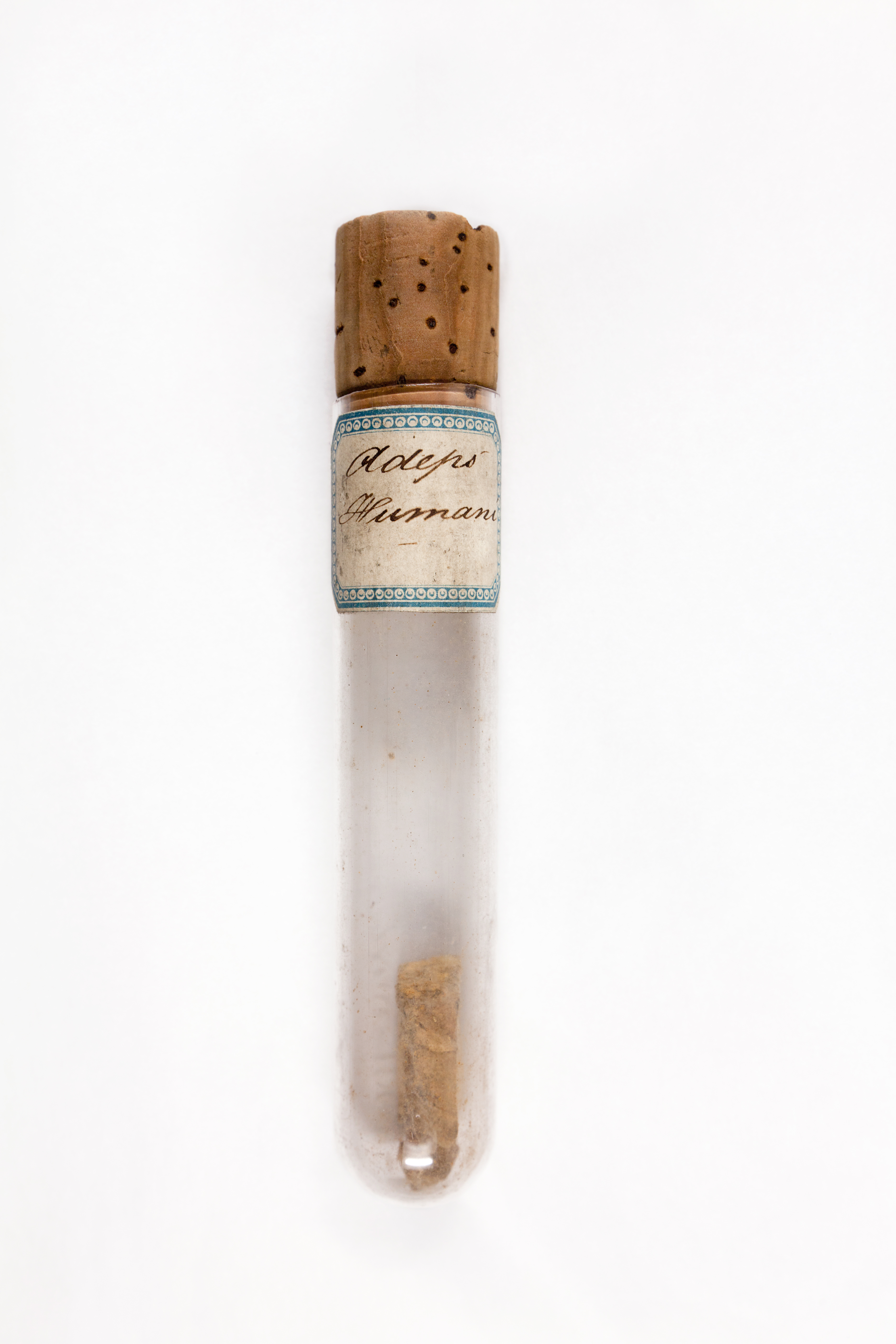
Людський жир
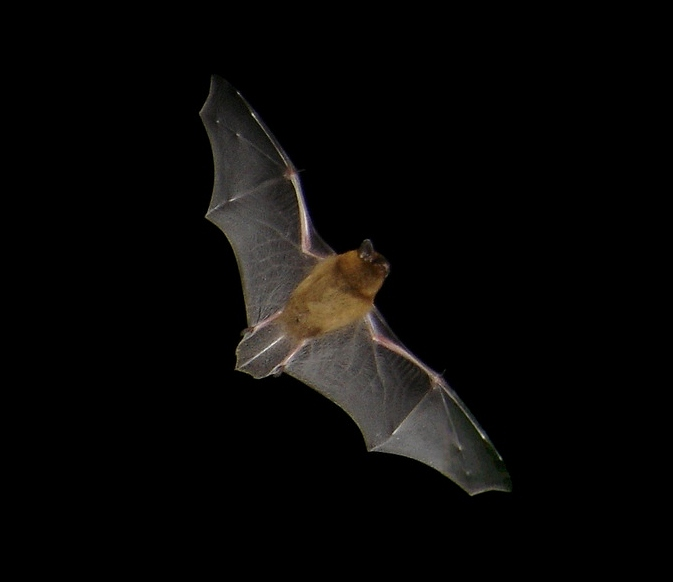
Летюча миша звичайна (кров кажана)

## Зовнішні посилання
- Літаючі мазі та дорога на шабаш
- Беладонна у літаючих мазях
- Ритуал ворона
- Якщо відьми більше не літають: сучасні язичники та пасльонові рослини
- Американський довідник Кінга про беладонну
- ЛІТАЮЧІ МАЗІ: їхні інгредієнти та використання
- Мазь відьом: інформація з енциклопедії Гейла про окультизм і парапсихологію